# Innes Ireland

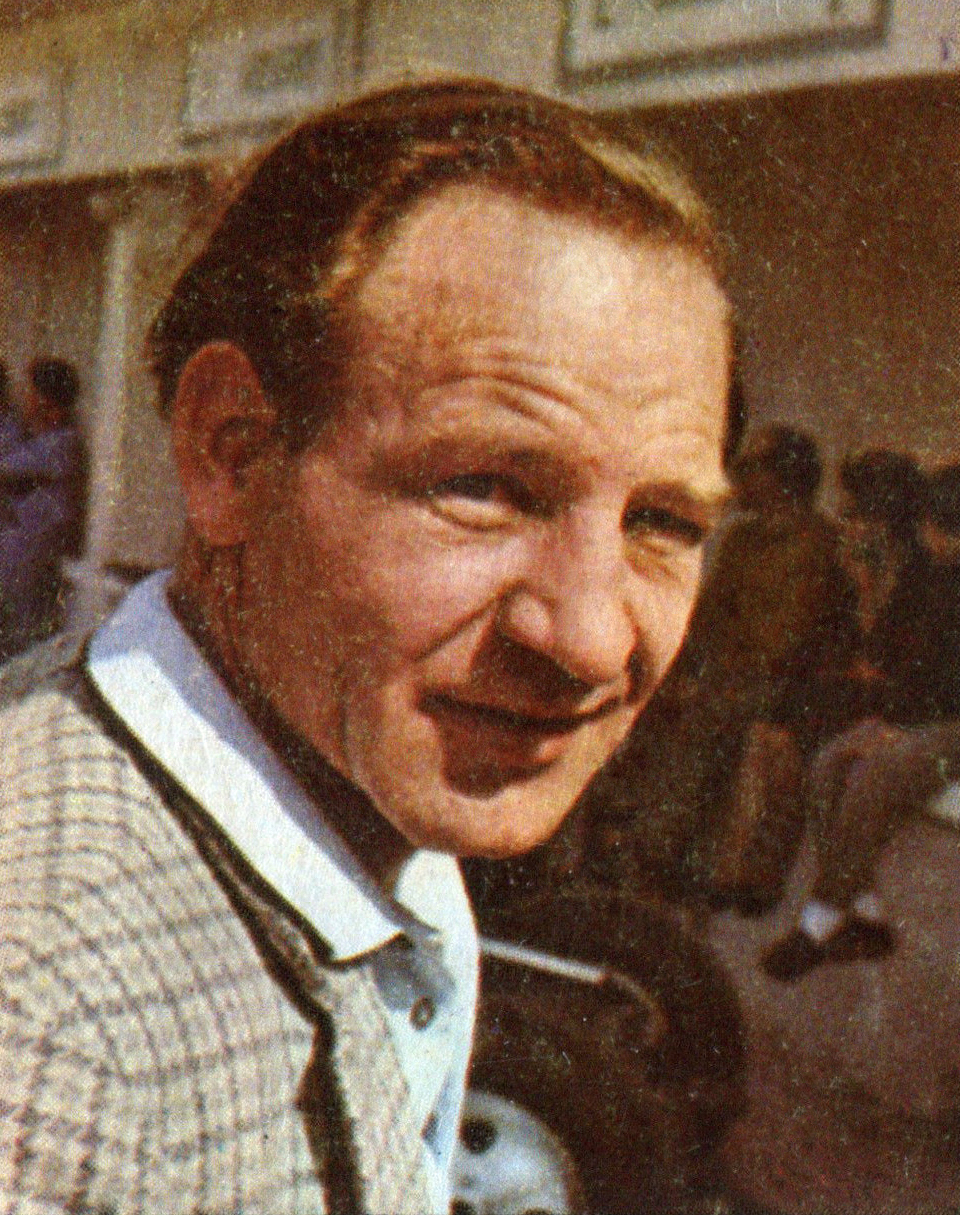
Innes Ireland

Robert McGregor Innes Ireland (Mytholmroyd, Yorkshire, Engeland, 12 juni 1930 – Reading, Berkshire, Engeland, 22 oktober 1993) was een Schots Formule 1-coureur. Hij startte 50 van de 53 Grands Prix waarvoor hij ingeschreven stond tussen 1959 en 1966 en behaalde één overwinning (de GP van de Verenigde Staten in 1961), vier podia, één snelste ronde en behaalde in totaal 47 punten.